# Erfan Ali Saeed
Erfan Ali Saeed (in arabo عرفان علي سعيدم‎?; Doha, 20 dicembre 1983) è un cestista qatariota.

## Carriera
Con il Qatar ha disputato i Campionati mondiali del 2006 e sette edizioni dei Campionati asiatici (2005, 2007, 2009, 2011, 2013, 2015, 2017).